# Вётцель, Манди
Манди Вётцель (нем. Mandy Wötzel; род. 21 июля 1973 года, Карл-Маркс-Штадт, ГДР) — фигуристка из Германии (ГДР), выступавшая в парном разряде. В паре с Инго Штойером она — бронзовый призёр Олимпиады 1998 года в Нагано, чемпионка мира 1997 года, чемпионка Европы 1995 года и победительница финала Гран-при сезона 1996/97. 
В настоящее[какое?] время Манди Вётцель работает тренером по фигурному катанию.

## Карьера
Первым партнёром Манди Вётцель был Аксель Раушенбах, с которым она неоднократно становилась чемпионкой ГДР, а позже — Германии. Высшим спортивным результатом пары стало «серебро» чемпионата Европы 1989 года. Тогда тренер Моника Шайбе поставила спортсменку в пару с Инго Штойером, с которым она добилась наибольших успехов, став чемпионкой Европы, мира и бронзовым призёром зимней Олимпиады в Нагано. В 1998 году пара завершила карьеру в любительском спорте.
Осенью 2006 года Манди приняла участие в шоу «Танцы на льду» (англ. Dancing on Ice) на немецком канале RTL в паре с боксёром Свеном Оттке.
В 2007 году Манди Вётцель вышла замуж и переехала к мужу в Австралию, где в 2008 году приступила к тренерской деятельности. В настоящее время она работает на арене «Olympic Ice Rink».

## Достижения
(с И. Штойером)
| Соревнование            | 1992—1993 | 1993—1994 | 1994—1995 | 1995—1996 | 1996—1997 | 1997—1998 |
| ----------------------- | --------- | --------- | --------- | --------- | --------- | --------- |
| Зимние Олимпийские игры |           | WD        |           |           |           | 3         |
| Чемпионаты мира         | 2         | 4         | 5         | 2         | 1         |           |
| Чемпионаты Европы       | 2         | 5         | 1         | 2         | 2         |           |
| Чемпионаты Германии     | 1         |           | 1         | 1         | 1         |           |
| Финалы Гран-при         |           |           |           | 3         | 1         | 2         |
| Trophée Eric Bompard    |           |           | 3         |           |           | 2         |
| NHK Trophy              |           |           | 3         | 2         |           |           |
| Bofrost Cup on Ice      | 1         | 2         | 1         | 2         | 1         | 1         |
| Cup of Russia           |           |           |           |           | 1         |           |
| Skate Canada            | 1         |           |           |           |           |           |

WD = снялись с соревнований
(с А. Раушенбахом)
| Соревнования            | 1987—1988 | 1988—1989 | 1989—1990 | 1990—1991 | 1991—1992 |
| ----------------------- | --------- | --------- | --------- | --------- | --------- |
| Зимние Олимпийские игры |           |           |           |           | 8         |
| Чемпионаты мира         | 8         |           | 7         |           |           |
| Чемпионаты Европы       | 5         | 2         |           | 5         |           |
| Чемпионаты Германии     |           |           |           | 1         | 2         |
| Чемпионаты ГДР          | 2         | 1         | 1         |           |           |
| Skate America           |           |           |           | 3         |           |
| Trophée de France       |           | 2         | 1         |           |           |